# 2,3,4,5,6,7,8,9,10-Nonaméthylundécane
Le 2,3,4,5,6,7,8,9,10-nonaméthylundécane est un alcane supérieur ramifié de formule semi-développée (CH3)2CH-[CH(CH3)]7-CH(CH3)2.
Les atomes de carbone C3 à C9 sauf C6 sont asymétriques et cette molécule possède un plan de symétrie passant par C6. Donc elle se présente sous la forme de nombreuses paires d'énantiomères et de nombreux composés méso.